# Stargate Atlantis
Stargate Atlantis (često skraćeno nazivana SGA) je američko-kanadska znanstvenofantastična televizijska serija, koja je dio Stargate serije u vlasništvu Metro-Goldwyn-Mayer-a. Autori su dugogodišnji  SG-1 producenti Brad Wright i Robert C. Cooper. Ona je logički nastavak serije Stargate SG-1.  Snimana je i producirana u Kanadi. 
Stargate Atlantis prati avanture ljudske ekspedicije u izgubljeni grad Atlantis u Pegaz galaksiji. U novoj galaksiji pojavljuju se i nove kulture i novi neprijatelji kao što su: Wraithi, Geniiji, a kasnije Asurani. 
Stargate Atlantis premijerno je prikazan na Sci-Fi Channel-u 16. srpnja 2004. godine kao "Rising", dvodjelna epizoda u stilu filma sa zvijezdama Stargate SG-1 kao gostima Richard Dean Andersonom i Michael Shanksom. Serija se trenutno emitira širom svijeta: u Europi, Kanadi, Japanu i Australiji, Velikoj Britaniji i drugim zemljama.

## Radnja
U zadnjoj epizodi sedme sezone serije Stargate SG-1 glavni junaci pronalaze bazu na Antarktici, za koju se uspostavlja da je sagrađena od strane rase po imenu Drevni. Stargate zapovjedništvo šalje stručnjake da detaljnije istraže tu bazu, a ubrzo nakon toga dr.Daniel Jackson pronalazi grad po imenu Atlantis - posljednje uporište Drevnih prije njihove seobe na Zemlju.
Slijedi opis radnje u prve dvije sezone serije:
| | Sezona 1 | 2004. – 2005. |
| Ekspedicija na Atlantis pod vodstvom Dr. Weir dolazi u grad Drevnih i ubrzo su prisiljeni tražiti izlaz iz krize uzrokovane kroničnim nedostatkom energije te zalihama hrane koju zbog nemogućnosti pozivanja Zemlje ne mogu osigurati. Tako upoznaju Athosijance, a skupa s njima i nove moćne neprijatelje Wraithe, koje bude iz dugogodišnje hibernacije. Major Sheppard sastavlja tim koji se sastoji od njega, Dr. McKaya, poručnika Forda i Athosijanke Teyle. Također početkom sezone stvaraju sebi nove neprijatelje Geniije, vojnu civilizaciju s tehnologijom iz 1950-ih godina. Pred kraj sezone pod napadom Wraitha spremaju se na evakuaciju s Atlantisa, ali im u zadnji trenutak stiže pomoć sa Zemlje. Sezona ipak završava opsadom Atlantisa, ne prikazujući konačan ishod. |          |               |
| |          |               |
| | Sezona 2 | 2005. – 2006. |
| Nakon uspješno izvedene prijevare kojom su uvjerili Wraithe da je Atlantis uništen, stanovnici Atlantisa uspijevaju uspostaviti kontakt sa Zemljom zahvaljujući ZPM modulu koji su dobili s Dedalusa. Iz ekipe odlazi poručnik Ford, kojeg mijenja bivši trkač Ronon Dex. Centralna radnja ove sezone se bazira na Dr. Beckettovom retrovirusu, koji bi trebao biti u mogućnosti pretvoriti Wraithe u ljude. Nekoliko probnih pokušaja korištenja retrovirusa propada, uz, uglavnom, neželjene rezultate. Zahvaljujući ovome, ekipa Atlantisa dobiva još jednog velikog neprijatelja, Michaela, na kojem je propao eksperiment s retrovirusom. Sezona završava napadom Wraitha na Zemlju. |          |               |

## Vanjske poveznice
- MGM: Stargate Atlantis  Arhivirana inačica izvorne stranice od 3. studenoga 2006. (Wayback Machine)
- SCI FI: Stargate Atlantis  Arhivirana inačica izvorne stranice od 10. studenoga 2008. (Wayback Machine)